# Festubert
Festubert est une commune française située dans le département du Pas-de-Calais en région Hauts-de-France. Ses habitants sont appelés les Festubertins.
Elle fait partie de la communauté d'agglomération de Béthune-Bruay, Artois-Lys Romane qui regroupe 100 communes et compte 275 327 habitants en 2021.

## Géographie

### Localisation
Localisée dans l'est du département du Pas-de-Calais dans les Flandres artésiennes, Festubert est une commune traversée au sud par le canal d'Aire à la Bassée et située, à vol d'oiseau à 7 km à l'ouest de la commune de Béthune (chef-lieu d'arrondissement).
Le territoire de la commune est limitrophe de ceux de sept communes.
Les communes limitrophes sont Richebourg, Annequin, Cuinchy, Violaines, Beuvry, La Couture et Givenchy-lès-la-Bassée.

### Géologie et relief
La superficie de la commune est de 7,64 km2 ; son altitude varie de 18  à   21 m.

### Hydrographie
Le territoire de la commune est situé dans le bassin Artois-Picardie.
La commune est traversée par cinq cours d'eau principaux :
- le canal d'Aire à la Bassée, canal navigable de 39 km, qui prend sa source dans la commune de Bauvin et se jette dans La Lys au niveau de la commune d'Aire-sur-la-Lys[4] ;
- le courant Harduin, d'une longueur de 16,1 km, qui prend sa source dans la commune et se jette dans la Lys au niveau de la commune de La Gorgue[5] ;
- la Loisne aval, cours d'eau naturel de 12 km, qui prend sa source dans la commune de Beuvry et se jette dans la Lawe au niveau de la commune de La Couture[6] ;
- le ruisseau de la Fontaine de Bray, un cours d'eau naturel de 12 km, qui prend sa source dans la commune d'Hersin-Coupigny et se jette dans le Canal d'Aire à La Bassée au niveau de la commune[7] ;
- un cours d'eau au toponyme hydrographique inconnu, d'une longueur de 2,09 km[8] ;
- un cours d'eau au toponyme hydrographique inconnu, d'une longueur de 0,93 km[9].

D’autres petits ruisseaux parcourent également le territoire de la commune.

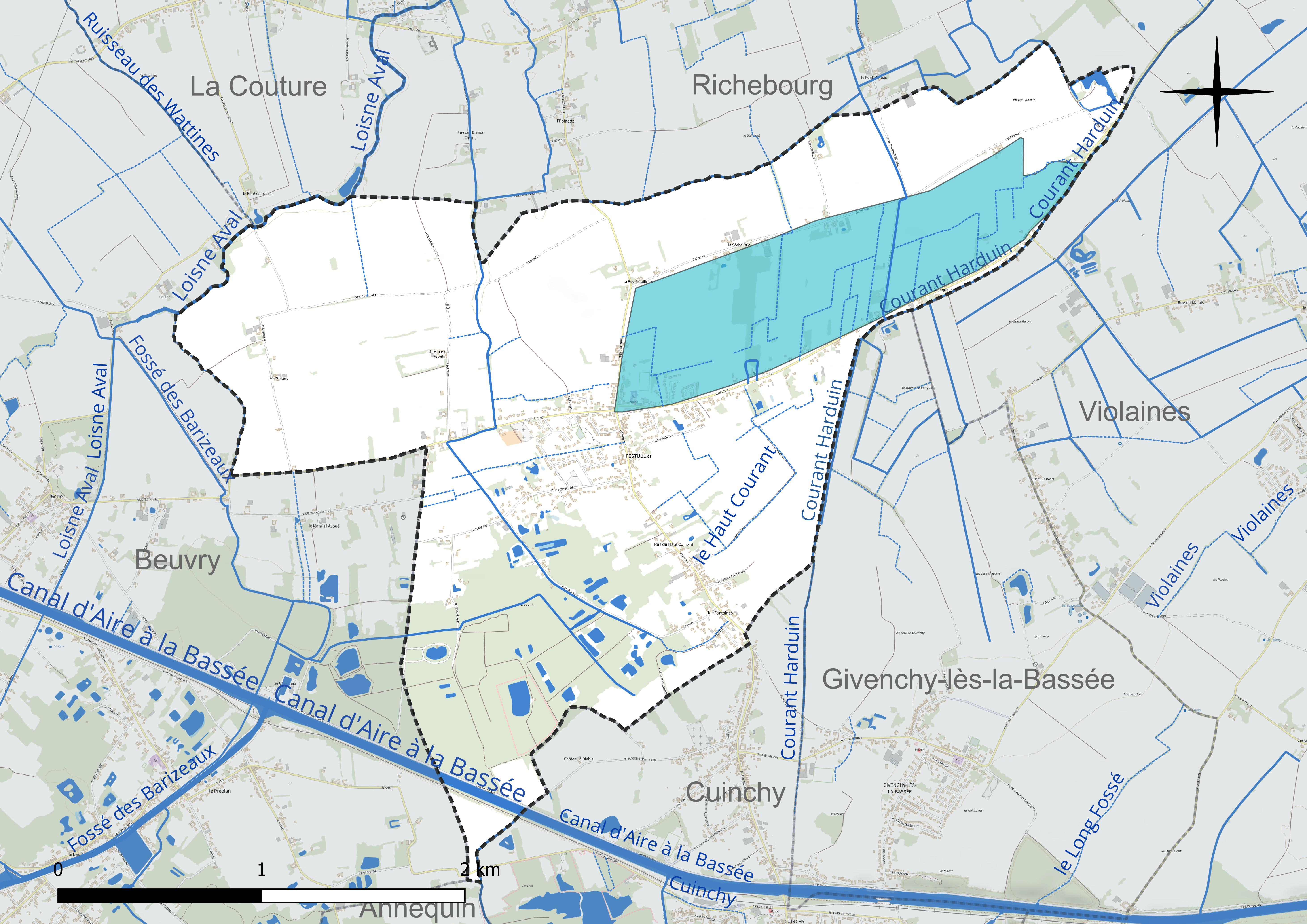
Réseau hydrographique de Festubert.

### Climat
Pour des articles plus généraux, voir Climat des Hauts-de-France et Climat du Pas-de-Calais.
En 2010, le climat de la commune est de type climat océanique dégradé des plaines du Centre et du Nord, selon une étude du CNRS s'appuyant sur une série de données couvrant la période 1971-2000. En 2020, Météo-France publie une typologie des climats de la France métropolitaine dans laquelle la commune est exposée à un climat océanique et est dans une zone de transition entre les régions climatiques « Nord-est du bassin Parisien » et « Côtes de la Manche orientale ».
Pour la période 1971-2000, la température annuelle moyenne est de 10,6 °C, avec une amplitude thermique annuelle de 14 °C. Le cumul annuel moyen de précipitations est de 701 mm, avec 12 jours de précipitations en janvier et 8,6 jours en juillet. Pour la période 1991-2020, la température moyenne annuelle observée sur la station météorologique la plus proche, située sur la commune de Lillers à 18 km à vol d'oiseau, est de 11,1 °C et le cumul annuel moyen de précipitations est de 731,5 mm,. Pour l'avenir, les paramètres climatiques de la commune estimés pour 2050 selon différents scénarios d'émission de gaz à effet de serre sont consultables sur un site dédié publié par Météo-France en novembre 2022.

### Milieux naturels et biodiversité

#### Espaces protégés et gérés
La protection réglementaire est le mode d’intervention le plus fort pour préserver des espaces naturels remarquables et leur biodiversité associée.
Dans ce cadre, la commune fait partie de deux espaces protégés :
- les marais de Cambrin, Annequin, Cuinchy et Festubert, réserve naturelle régionale (RNR) d'une superficie de 74 ha, géré par le Conservatoire d'espaces naturels du Nord et du Pas-de-Calais[18] ;
- la  RNR des marais de Cambrin, Annequin, Cuinchy et Festubert, d'une superficie de 52,609 ha. Terrain acquis (ou assimilé) par le Conservatoire d'espaces naturels des Hauts-de-France[19].

#### Zone naturelle d'intérêt écologique, faunistique et floristique
L’inventaire des zones naturelles d'intérêt écologique, faunistique et floristique (ZNIEFF) a pour objectif de réaliser une couverture des zones les plus intéressantes sur le plan écologique, essentiellement dans la perspective d’améliorer la connaissance du patrimoine naturel national et de fournir aux différents décideurs un outil d’aide à la prise en compte de l’environnement dans l’aménagement du territoire.
Le territoire communal comprend une ZNIEFF de type 1 : le marais de Beuvry, Cuinchy et Festubert. Cet ensemble de marais se situe dans le bassin versant de la Lys en limite nord/ouest du bassin minier du Pas-de-Calais qui est une zone très industrialisée et peuplée dans laquelle peu de milieux naturels subsistent.

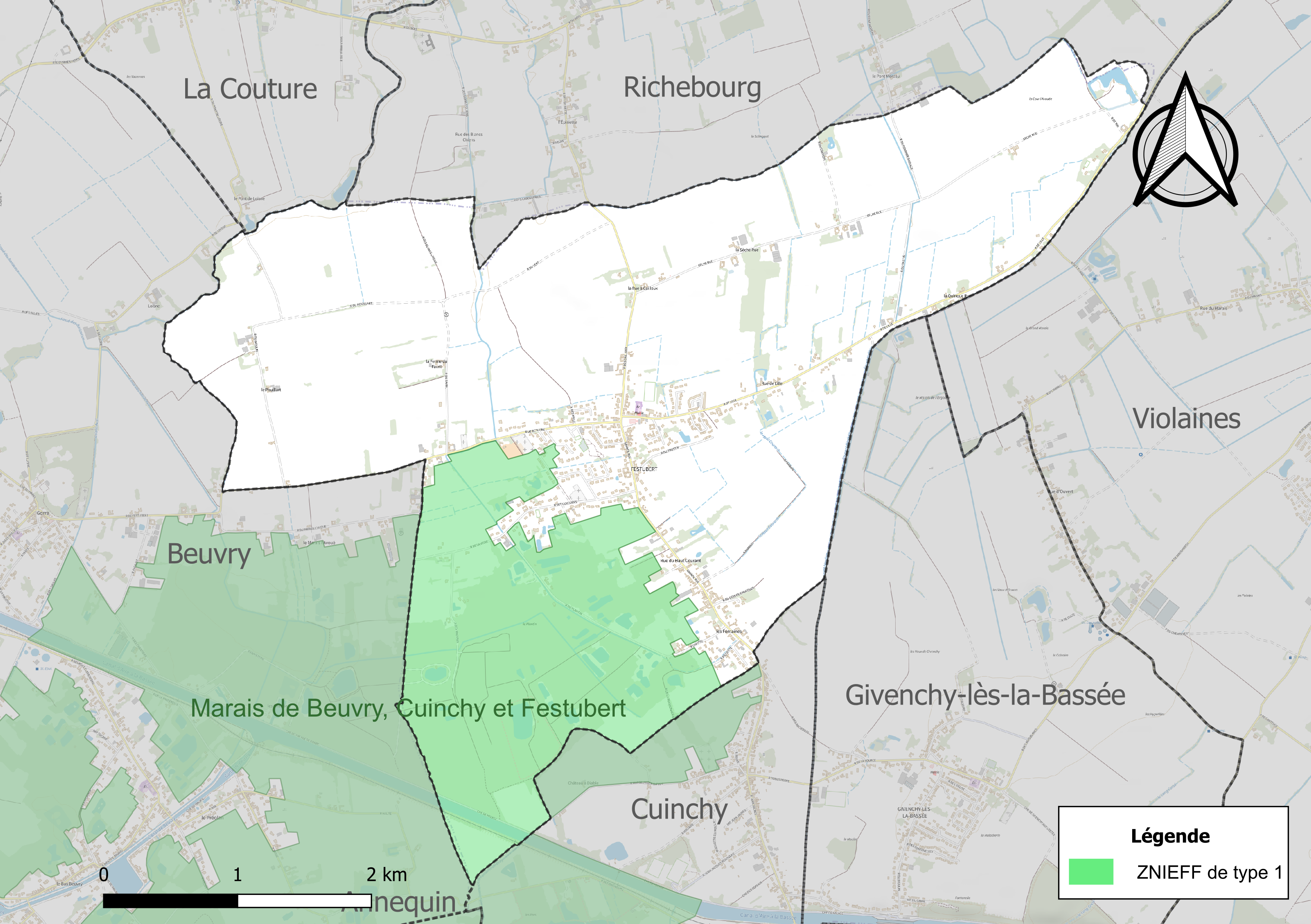
Carte de la ZNIEFF sur la commune.

## Urbanisme

### Typologie
Au 1er janvier 2024, Festubert est catégorisée ceinture urbaine, selon la nouvelle grille communale de densité à sept niveaux définie par l'Insee en 2022.
Elle appartient à l'unité urbaine de Béthune, une agglomération inter-départementale regroupant 94  communes, dont elle est une commune de la banlieue,,. Par ailleurs la commune fait partie de l'aire d'attraction de Lille (partie française), dont elle est une commune de la couronne,. Cette aire, qui regroupe 201 communes, est catégorisée dans les aires de 700 000 habitants ou plus (hors Paris),.

### Occupation des sols
L'occupation des sols de la commune, telle qu'elle ressort de la base de données européenne d’occupation biophysique des sols Corine Land Cover (CLC), est marquée par l'importance des territoires agricoles (79,3 % en 2018), en diminution par rapport à 1990 (80,5 %). La répartition détaillée en 2018 est la suivante : 
terres arables (72,6 %), forêts (13 %), zones urbanisées (7,8 %), zones agricoles hétérogènes (6 %), prairies (0,7 %). L'évolution de l’occupation des sols de la commune et de ses infrastructures peut être observée sur les différentes représentations cartographiques du territoire : la carte de Cassini (XVIIIe siècle), la carte d'état-major (1820-1866) et les cartes ou photos aériennes de l'IGN pour la période actuelle (1950 à aujourd'hui).

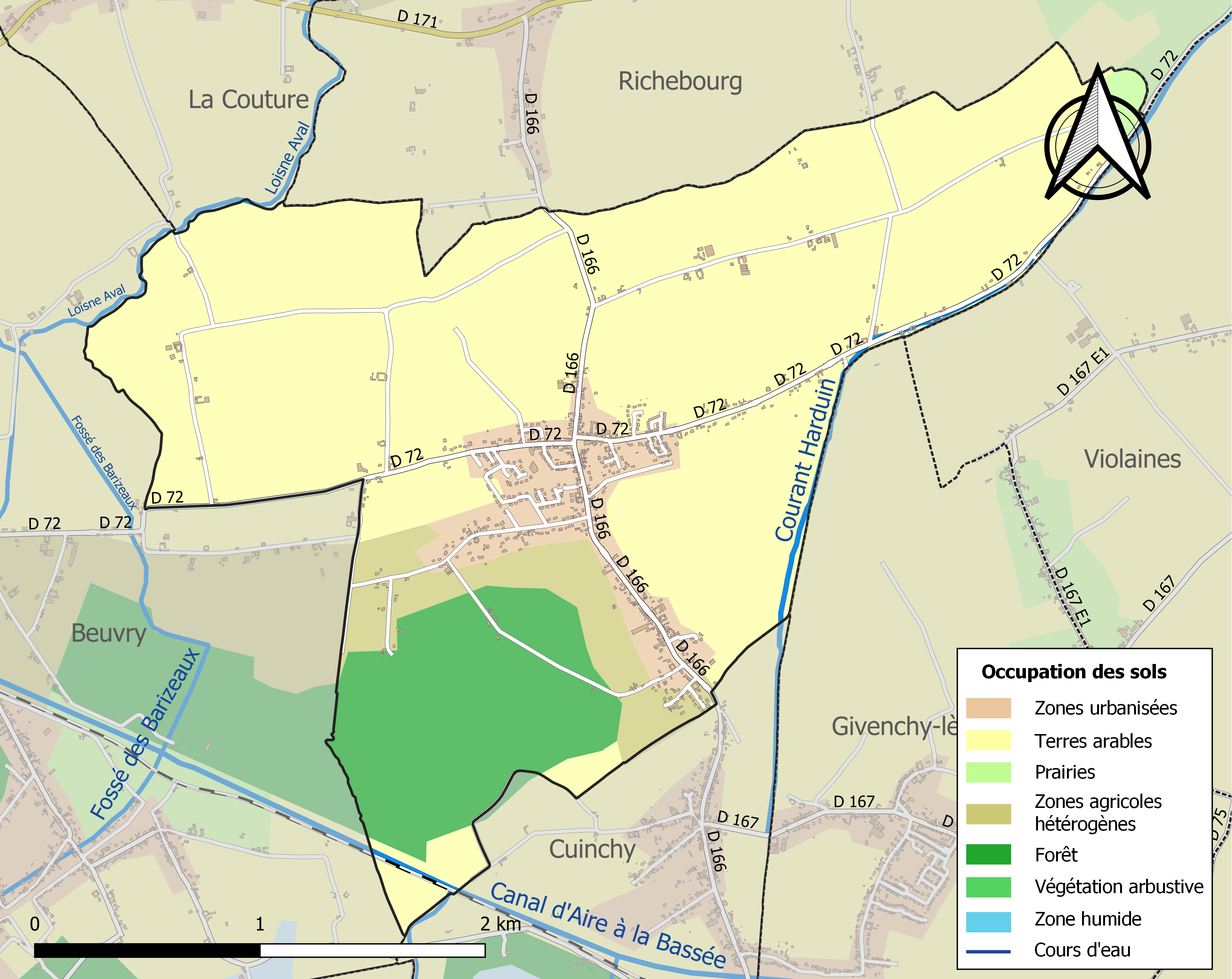
Carte des infrastructures et de l'occupation des sols de la commune en 2018 (CLC).

### Habitat et logement
En 2019, le nombre total de logements dans la commune était de 549, alors qu'il était de 525 en 2014 et de 475 en 2009.
Parmi ces logements, 93,3 % étaient des résidences principales, 0,7 % des résidences secondaires et 6 % des logements vacants. Ces logements étaient pour 98,5 % d'entre eux des maisons individuelles et pour 1,5 % des appartements.
Le tableau ci-dessous présente la typologie des logements à Festubert en 2019 en comparaison avec celle du Pas-de-Calais et de la France entière. Une caractéristique marquante du parc de logements est ainsi une proportion de résidences secondaires et logements occasionnels (0,7 %) inférieure à celle du département (6,4 %) mais supérieure à celle de la France entière (9,7 %). Concernant le statut d'occupation de ces logements, 81,8 % des habitants de la commune sont propriétaires de leur logement (81,8 % en 2014), contre 57,8 % pour le Pas-de-Calais et 57,5 pour la France entière.
| Typologie                                               | Festubert | Pas-de-Calais | France entière |
| ------------------------------------------------------- | --------- | ------------- | -------------- |
| Résidences principales (en %)                           | 93,3      | 85,9          | 82,1           |
| Résidences secondaires et logements occasionnels (en %) | 0,7       | 6,4           | 9,7            |
| Logements vacants (en %)                                | 6         | 7,7           | 8,2            |

### Voies de communication et transports

#### Voies de communication
La commune est desservie par les routes départementales D 72 et D 166.

#### Transport ferroviaire
La commune se trouve à 2,5 km, au nord, de la gare de Cuinchy, située sur la Ligne de Fives à Abbeville, desservie par des trains régionaux du réseau TER Hauts-de-France.

## Toponymie
Le nom de la localité est attesté sous les formes Fraita Huberti au XIIIe siècle, La Fraite Hubier, le Fretehubert en 1301, Frettehuber en 1360, Fretehumbert en 1469, Saint-hubert en 1518, Frestehubert en 1520, La Forest-Hubert  en 1529, Le Frette-Hubert en 1533, Fret-Hubert en 1572, Frestubert en 1619, Le Festubert en 1634, Fest-Hubert en 1739, Fétubert en 1733, fetubert en 1793, Fétubert et Festubert depuis 1801.

## Histoire
Durant la Première Guerre mondiale, les troupes anglaises ont repoussé l'avancée allemande tandis que les Français attaquaient en Artois, à environ 30 km. Sur le front de l'Ouest commence la bataille de Festubert (15-27 mai 1915).
La commune est décorée de la croix de guerre 1914-1918 par décret du 25 septembre 1920, distinction également attribuée à 276 autres communes du Pas-de-Calais.
Depuis 2023, la Fédération colombophile française (FCF) est située à Festubert, auparavant, depuis 1950, à Lille. Le déménagement à Festubert, sur un terrain de 7 000 m2, a pour but de créer une maison de la colombophilie en y installant un musée, un colombier collectif pouvant accueillir plus de 10 000 pigeons, comme il en existe dans de nombreux pays d'Europe, et en accueillant le personnel administratif à l'horizon 2024.

## Politique et administration

### Rattachements administratifs et électoraux

#### Rattachements administratifs
La commune se trouve  dans l'arrondissement de Béthune du département du Pas-de-Calais
Elle faisait partie depuis 1801 du canton de Cambrin. Dans le cadre du redécoupage cantonal de 2014 en France, cette circonscription administrative territoriale a disparu, et le canton n'est plus qu'une circonscription électorale.

#### Rattachements électoraux
Pour les élections départementales, la commune est membre depuis 2014 du  canton de Douvrin
Pour l'élection des députés, elle fait partie de la douzième circonscription du Pas-de-Calais.

### Intercommunalité
Festubert était membre fondateur de la communauté d'agglomération de l'Artois, un établissement public de coopération intercommunale (EPCI) à fiscalité propre  et auquel la commune avait transféré un certain nombre de ses compétences, dans les conditions déterminées par le code général des collectivités territoriales.
Dans le cadre des dispositions de la loi portant nouvelle organisation territoriale de la République du 7 août 2015, qui prévoit que les établissements publics de coopération intercommunale (EPCI) à fiscalité propre doivent avoir un minimum de 15 000 habitants, cette intercommunalité a fusionné avec ses voisines pour former, le 1er janvier 2017, la communauté  d'agglomération de Béthune-Bruay, Artois-Lys Romane dont est désormais membre la commune.

## Équipements et services publics

### Enseignement
La commune est située dans l'académie de Lille et dépend, pour les vacances scolaires, de la zone B.
Elle administre l'école primaire « Clémence Quinio ».

### Justice, sécurité, secours et défense
La commune dépend du tribunal judiciaire de Béthune, du conseil de prud'hommes de Béthune, de la cour d'appel de Douai, du tribunal de commerce d'Arras, du tribunal administratif de Lille, de la cour administrative d'appel de Douai, du pôle nationalité du tribunal judiciaire de Béthune et du tribunal pour enfants de Béthune.

## Population et société

### Démographie
Les habitants de la commune sont appelés les Festubertins.

#### Évolution démographique
L'évolution du nombre d'habitants est connue à travers les recensements de la population effectués dans la commune depuis 1793. Pour les communes de moins de 10 000 habitants, une enquête de recensement portant sur toute la population est réalisée tous les cinq ans, les populations de référence des années intermédiaires étant quant à elles estimées par interpolation ou extrapolation. Pour la commune, le premier recensement exhaustif entrant dans le cadre du nouveau dispositif a été réalisé en 2005.

En 2022, la commune comptait 1 253 habitants, en évolution de −4,71 % par rapport à 2016 (Pas-de-Calais : −0,72 %, France hors Mayotte : +2,11 %).
| 1793  | 1800  | 1806  | 1821  | 1831  | 1836  | 1841  | 1846  | 1851  |
| ----- | ----- | ----- | ----- | ----- | ----- | ----- | ----- | ----- |
| 1 309 | 1 427 | 1 431 | 1 433 | 1 542 | 1 579 | 1 530 | 1 575 | 1 530 |

| 1856  | 1861  | 1866  | 1872  | 1876  | 1881  | 1886  | 1891  | 1896  |
| ----- | ----- | ----- | ----- | ----- | ----- | ----- | ----- | ----- |
| 1 536 | 1 618 | 1 633 | 1 582 | 1 450 | 1 372 | 1 303 | 1 234 | 1 351 |

| 1901  | 1906  | 1911  | 1921 | 1926 | 1931 | 1936 | 1946 | 1954 |
| ----- | ----- | ----- | ---- | ---- | ---- | ---- | ---- | ---- |
| 1 388 | 1 353 | 1 347 | 572  | 716  | 728  | 725  | 721  | 740  |

| 1962 | 1968 | 1975 | 1982 | 1990  | 1999  | 2005  | 2006  | 2010  |
| ---- | ---- | ---- | ---- | ----- | ----- | ----- | ----- | ----- |
| 691  | 679  | 670  | 770  | 1 046 | 1 120 | 1 240 | 1 247 | 1 306 |

| 2015  | 2020  | 2022  | - | - | - | - | - | - |
| ----- | ----- | ----- | - | - | - | - | - | - |
| 1 319 | 1 268 | 1 253 | - | - | - | - | - | - |

#### Pyramide des âges
En 2018, le taux de personnes d'un âge inférieur à 30 ans s'élève à 33,2 %, soit en dessous de la moyenne départementale (36,7 %). De même, le taux de personnes d'âge supérieur à 60 ans est de 23,9 % la même année, alors qu'il est de 24,9 % au niveau départemental.
En 2018, la commune comptait 640 hommes pour 657 femmes, soit un taux de 50,66 % de femmes, légèrement inférieur au taux départemental (51,5 %).
Les pyramides des âges de la commune et du département s'établissent comme suit.
| Hommes | Classe d’âge | Femmes |
| ------ | ------------ | ------ |
| 0,5    | 90 ou +      | 1,6    |
| 5,6    | 75-89 ans    | 8,9    |
| 16,7   | 60-74 ans    | 18,1   |
| 20,2   | 45-59 ans    | 19,2   |
| 18,9   | 30-44 ans    | 18,1   |
| 18,2   | 15-29 ans    | 16,2   |
| 19,9   | 0-14 ans     | 17,9   |

## Culture locale et patrimoine

### Lieux et monuments

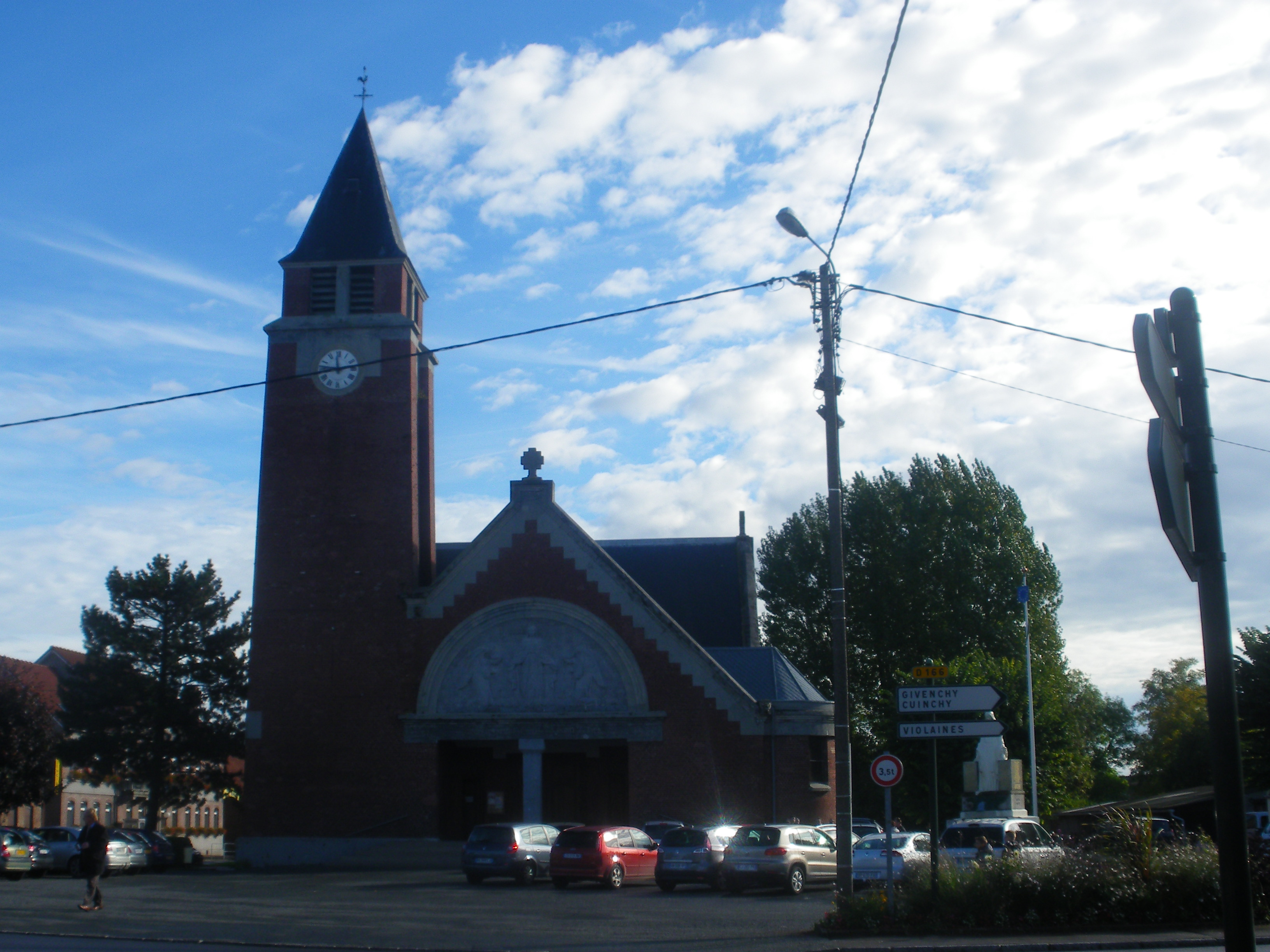
L'église Notre-Dame.

- L'église Notre-Dame. Elle héberge un élément patrimonial répertorié dans la base Palissy et classé au titre d'objet des monuments historiques[44].
- Le monument aux morts[45].
- Les trois cimetières militaires, en mémoire des combattants de la guerre 1914-1918[46] :
  - Brown’s Road Military Cemetery (1 071 corps, dont 1 044 britanniques) rue des Cuveliers.
  - Post Office Rifles Cemetery (400 corps), route de Béthune, lieu-dit le Pont découvert ;
  - Le Plantin Cemetery (43 soldats britanniques) ;
- La salle des fêtes nommée Southport memorial Hall construite grâce aux dons de la ville de Southport. À la fin de la Première Guerre mondiale, Southport (Angleterre) devint marraine du village[46].

### Personnalités liées à la commune
- Clémence Lestienne (1839-1919), femme à barbe, vendeuse de pains-d'épices, née dans la commune.

### Festubert dans les arts et la culture
Dans le roman Les Trois Mousquetaires, d'Alexandre Dumas, d'Artagnan s'arrête à Festubert et prie dans l'église.
La citation au fronton de l'église actuelle Ici, c'est la maison de Dieu et la porte du ciel vient de ce roman.

## Pour approfondir

#### Bases de données, dictionnaires et encyclopédies
- Ressources relatives à la géographie :   - Insee (communes)
  - Ldh/EHESS/Cassini
- Ressource relative à plusieurs domaines :   - Annuaire du service public français
- Notices d'autorité :   - VIAF
  - BnF (données)
  - LCCN
  - Israël